# A Escrava Isaura (roman)
A Escrava Isaura (Slavepigen Isaura) er en roman skrevet af den brasilianske forfatter Bernardo Guimarães. Den blev udgivet første gang i 1875 af forlaget Casa Garnier i Rio de Janeiro. Romanen gjorde Bernardo Guimarães meget kendt i landet, og det siges han blev beundret af Brasiliens sidste kejser Dom Pedro 2.
I 1976 produceredes en brasiliansk telenovela over bogen af Rede Globo med titlen: "Escrava Isaura". Den blev en verdensomspændende succes. I 2004 produceredes andnu en brasiliansk telenovela over bogen af TV Record med titlen: "A Escrava Isaura". Denne udgave blev også udsendt af Telemundo i USA med spansk voice-over under titlen: "La Esclava Isaura".

## Handling
Isaura, datter af en portugisisk arbejder og en fri sort kvinde, er en slavepige, som gennemgår hårde tider før hun frigives og endelig gifter sig med sin elskede, Álvaro. I mellemtiden gennemgår hun meget lidelse forårsaget af Leôncio Almeida, plantagens herremand og hovedantagonisten i plottet, som ønskede at gøre hende til sin konkubine. Hun er endda kortvarigt forlovet med den pukkelryggede dværg Melchior, og blev næsten gift med ham for at undgå prostitution, inden Álvaro kom hende til undsætning.